# Engelharz
Engelharz ist ein zum Markt Legau gehöriges kleines Dorf zwischen Legau und Maria Steinbach im Landkreis Unterallgäu in Bayern. Merkmale sind der Engelharzer Wasserturm, der durch seine Lage auf einem Berg auch aus größerer Entfernung sichtbar ist.
Insgesamt gibt es 51 Einwohner, aufgeteilt auf 16 Häuser, darunter neun Bauernhöfe.